# Akulliit (Kangaatsiaq)
Akulliit [aˌkuˈɬːiːt] (nach alter Rechtschreibung Akugdlît) ist eine wüst gefallene grönländische Siedlung im Distrikt Kangaatsiaq in der Kommune Qeqertalik.

## Lage
Akulliit liegt auf einer gleichnamigen Insel elf Kilometer nordöstlich von Kangaatsiaq.

## Geschichte
Akulliit war bereits im 18. Jahrhundert bewohnt. Die Gegend wurde 1812 von Carl Ludwig Giesecke geologisch untersucht. Zeitweilig war der Ort wieder verlassen und wurde erst zu einem unbekannten Zeitpunkt neu besiedelt. Akulliit lag in der Gemeinde Kangaatsiaq.
1915 lebten 13 Personen am Wohnplatz. Sie wohnten alle zusammen in einem Torfmauerhaus, das von innen mit Holz verkleidet war und ein Dach aus Treibholz und Zweigen hatte. Es gab vier Jäger, von denen einer auch Katechet war. 1930 wurden 15 Einwohner gezählt. Während der 1930er Jahre wurde der Wohnplatz aufgegeben, da 1940 keine Einwohner mehr genannt wurden.